# Doloporus
Doloporus is een geslacht van kevers uit de familie  
kniptorren (Elateridae).
Het geslacht is voor het eerst wetenschappelijk beschreven in 1887 door Candèze.

## Soorten
Het geslacht omvat de volgende soorten:
- Doloporus aterrimus Candèze, 1887
- Doloporus thoracicus Candèze, 1887